# ウード5世 (トロワ伯)
ウード5世（フランス語：Eudes V, 1062年ごろ - 1093年）は、トロワ伯およびモー伯（在位：1089年 - 1093年）。ブロワ伯ティボー3世とアデル・ド・ヴァロワの息子。弟ユーグが領地を継承した。

## 生涯
ウードは1077年にクリュニー修道院長ユーグから洗礼を受けた。
父ティボー3世が1089年に死去し、異母兄エティエンヌ2世がブロワ、シャトーダン、シャルトルおよびモーの伯領と、サンセール、サン＝フロランタン、プロヴァン、モントロー、ヴェルテュ、ウルシー＝ル＝シャトー、シャトー＝ティエリ、シャティオン＝シュル＝マルヌおよびシャヴォ＝クルクールを継承した。一方、ウードはトロワ伯領を継承した。次兄フィリップは聖職の道を歩み、シャロン＝シュル＝マルヌ司教となった。そして、弟ユーグは成人まで領地は与えられなかった。
短い治世の間、ウードは寛大で、モレーム修道院、モンティエアンデア修道院およびトロワのサン＝カンタン修道院に対してを含め、多くの寄付を行った。
また、ウードは1090年にパリでフランス王フィリップ1世が発行した特許状に署名しており、その特許状ではフィリップ1世はランスのサン=レミ聖堂の所有物および義務の免除について追認している。
ウードは恐らく1093年に未婚で子供がないまま死去し、トロワ伯領は弟ユーグが継承した。